# Bazar (glasbena skupina)
Bazar je bila primorska glasbena skupina, ki je igrala pop/rock glasbo in tudi nekaj disca, ter v drugi postavi tudi zabavno glasbo. Skupino je spomladi leta 1984 ustanovil Danilo Kocjančič po odhodu iz skupine Prizma. V ansambel je povabil same profesionalne glasbenike, in sicer kitarista Zdenka Cotiča, bobnarja Dušana Vrana, klaviaturista Marina Legoviča in vokalnega solista Slavka Ivančića, sam pa je igral bas kitaro. S Slavkom so izdali prvenec Vinilno ploščo in kaseto 'BAZAR'  nastopili so tudi na festivalu MESAM (leta 1985) kjer so v tekmovalnem delu nastopili s pesmijo Snježana, s katero so dosegli dober rezultat (12.mesto).  Po dveh letih in pol sodelovanja jih je Slavko Ivančić zapustil, nadomestil ga je Igor Mermolja.
V osmih letih sodelovanja skupine so posneli dve veliki plošči, in sicer Bazar (1986) in Amerika (1990), ter imeli v tem obdobju več kot 1000 živih nastopov. Sodelovali so na različnih glasbenih festivalih. Na festivalu Melodije morja in sonca v Portorožu so trikrat zmagali s pesmimi »Portorož 1905«, »Dober dan« in »Amerika«. Poleg naštetih pesmi so se med uspešnice zapisale še »Tina« (Pop delavnica 1984), »Poišči me«, »Zate« in druge.
S skupino so avtorsko sodelovali tudi Dejvi Hrušovar, Dušan Velkaverh, Tomaž Kozlevčar in Brendi vendar njihove pesmi, čeprav vse uspešnice, največkrat niso označene kot "prave pesmi" skupine Bazar in jih antologije pogosto izpuščajo.
Skupina se je razšla leta 1992.

## Nastopi na glasbenih festivalih
- "Tina" - Pop delavnica 1984
- "Portorož 1905" - Melodije morja in sonca 1984 – 1. mesto
- "Poišči me" - Pop delavnica 1985 – 3. mesto
- "Snježana" - Festival MESAM 1985  – 12. mesto
- "Dober dan" - Melodije morja in sonca 1985 – 1. mesto
- "Tra-la-la dekle" - Pop delavnica 1986
- "Amerika" - Melodije morja in sonca 1987 – 1. mesto
- "Fehtarji" - Vesela jesen 1987 – 3. nagrada občinstva, nagrada za debitanta
- "Barabe" - Morska viža Bernardina 1988
- "Ura strasti" - Melodije morja in sonca 1991

### Uspešnice
| Leto | Skladba                      | Glasba    | Tekst     | Aranžma   |
| ---- | ---------------------------- | --------- | --------- | --------- |
| 1984 | "Tina"                       | Kocjančič | Mefj      | Bazar     |
| 1984 | "Portorož 1905"              | Kocjančič | Mef       | Legovič   |
| 1985 | "Poišči me"                  | Kocjančič | Mef       | Bazar     |
| 1985 | "Dober dan"                  | Kocjančič | Mef       | Bazar     |
| 1986 | "Sabina"                     | Hrušovar  | Velkaverh | Kozlevčar |
| 1986 | "Tra la la dekle"            | Hrušovar  | Velkaverh | Kozlevčar |
| 1987 | "Amerika"                    | Kocjančič | Mef       | Bazar     |
| 1987 | "Si še jezna name"           | Kocjančič | Urbanc    | Bazar     |
| 1987 | "Fehtarji"                   | Legovič   | Mef       | Golob     |
| 1988 | "Prvi maj"                   | Kocjančič | Mef       | Bazar     |
| 1988 | "Zate"                       | Legovič   | Mef       | Legovič   |
| 1989 | "Ko odbije polnoči"          | Kocjančič | Mef       | Bazar     |
| n/a  | "Na glavo si klobuk bom dal" | Legovič   | Vunjak    | Legovič   |

## Diskografija

### Studijska albuma
- 1986 - Bazar  LP / MC - ZKP RTV Ljubljana, LD 1374 (vokal: Slavko Ivančić)
- 1990 - Amerika ZKP RTV Ljubljana, KD 1610 (vokal: Igor Mermolja)

### Kompilacija
- 1998 - Kompilacija 84-92